# Phycomyces
Phycomyces es un género de fungi en la familia de las Phycomycetaceae.  Son conocidas por su fuerte respuesta al fototropismo. 

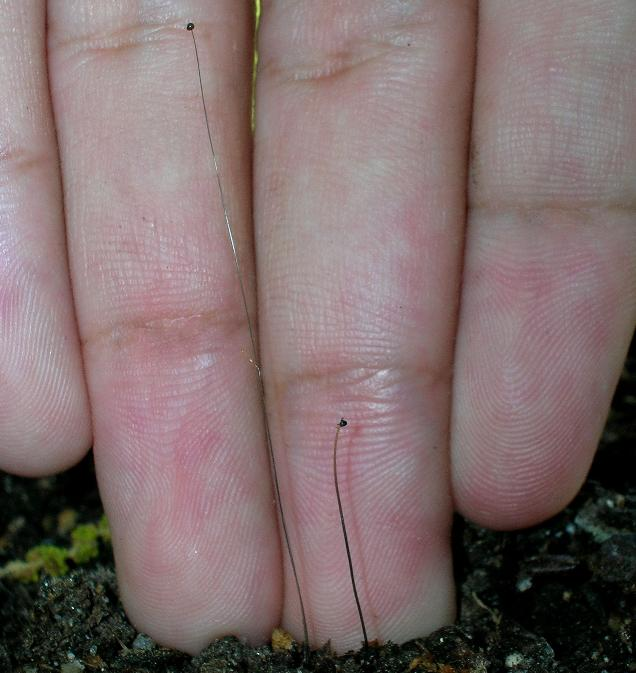
Phycomyces sporangium with fingers for size comparison.
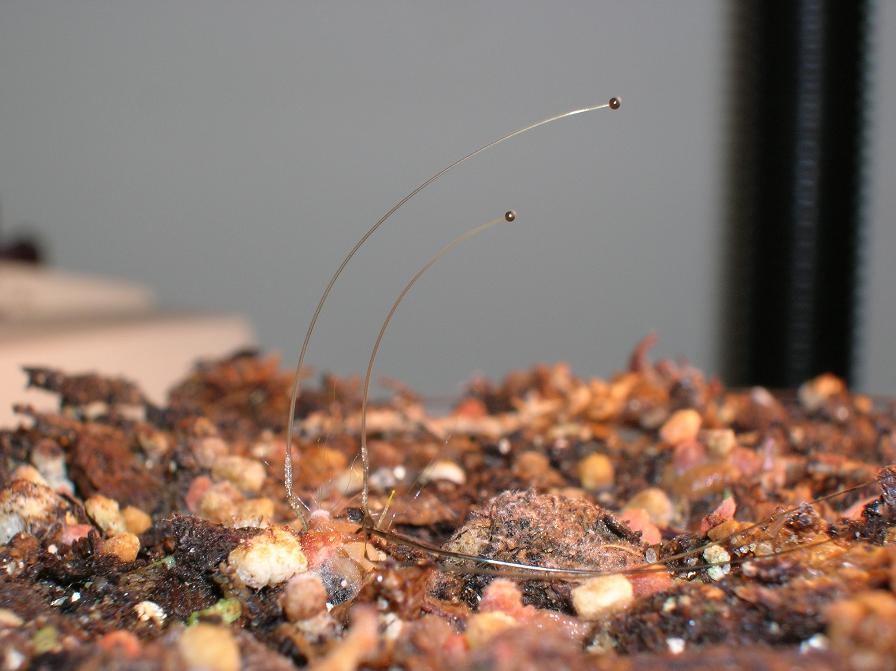
Phycomyces exhibiting strong phototoropism.
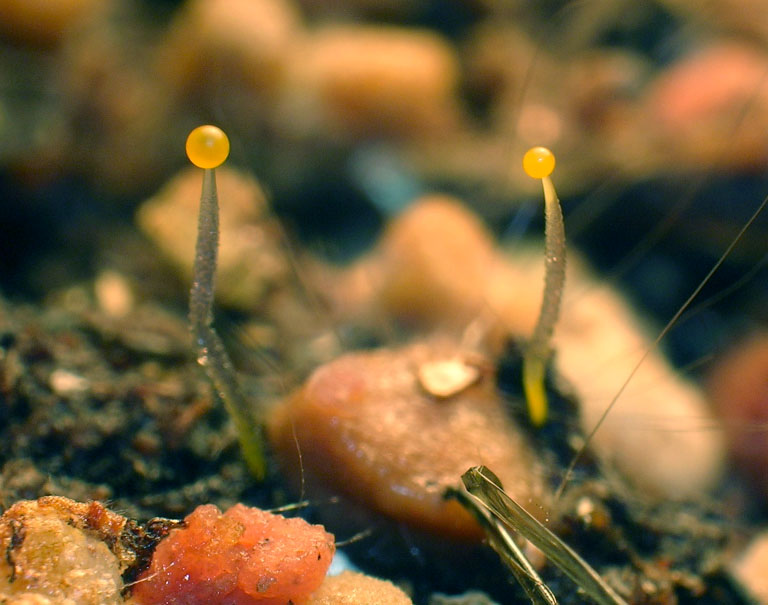
newly emerged Phycomyces from a fish pellet in potting soil.